# Krzyż Zasługi Holenderskiego Czerwonego Krzyża

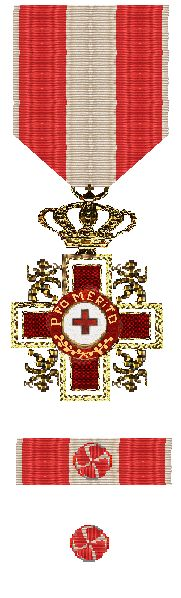
Krzyż, baretka i rozetka Krzyża Zasługi HCK

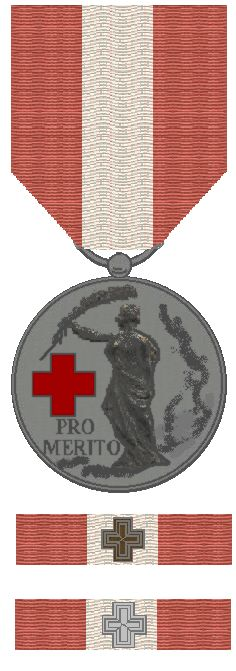
Medal i jego baretki

Krzyż Zasługi Holenderskiego Czerwonego Krzyża (niderl. Kruis van Verdienste van het Nederlandse Rode Kruis) – półpaństwowe-półprywatne odznaczenie holenderskie, ustanowione w 1914.

## Historia i oznaka
Odznaczenie zostało ustanowione przez Holenderski Czerwony Krzyż 27 listopada 1914 roku i zostało poprzez dekret królowej Wilhelminy z tego samego dnia uznane również przez państwo, czego oznaką są korona królewska służąca jako zawieszka krzyża oraz lwy herbu państwowego między ramionami. Równocześnie z bardzo rzadko nadawanym krzyżem, który z tego powodu cieszy się wielkim poważaniem, ustanowiono związane z nim dwa medale, srebrny i brązowy.
Jako oznakę odznaczenia wybrano emaliowany na czerwono krzyż grecki Czerwonego Krzyża z białym obramowaniem. W medalionie środkowym awersu znajduje się symbol Czerwonego Krzyża w białym polu otoczony napisem Pro Merito (łac. Za zasługi) i złotą girlandą, w medalionie rewersu data założenia HCK, 1867, do 1977 otoczona napisem w dawniejszej pisowni Nederlandsche Roode Kruis, obecnie pisanym Nederlandse Rode Kruis. Między ramionami krzyża umieszczone są złote ukoronowane lwy z herbu Holandii.
Medal odznaczenia o średnicy 34mm ukazuje na awersie odzianą w chiton figurę kobiecą, wznoszącą gałązkę palmy nad emaliowanym symbolem Czerwonego Krzyża, pod którym widnieje napis Pro Merito. Na rewersie medalu znajduje się data 1867, otoczona napisami Nederlandse Rode Kruis i Voor Trouw en Toewyding (Za wierność i oddanie).
Order i medale noszone są na czerwonej wstążce z obustronnymi białymi bordiurami oraz z szerokim białym paskiem w środku. Jako półpaństwowe odznaczenia mogą być zakładane do munduru wojskowego.
Brązowy medal odznaczenia jest mn.w. od 1977 głównie nadawany zasłużonym krwiodawcom (po 100 sesjach krwiodawczych).